# Taszewo (wieś)
Taszewo (niem. Taschau) – wieś w Polsce położona w województwie kujawsko-pomorskim, w powiecie świeckim, w gminie Jeżewo.

## Podział administracyjny i demografia
W latach 1975–1998 miejscowość administracyjnie należała do województwa bydgoskiego. Według Narodowego Spisu Powszechnego (III 2011 r.) liczyła 147 mieszkańców. Jest jedenastą co do wielkości miejscowością gminy Jeżewo.

## Pomniki przyrody
W parku dworskim rosną następujące pomniki przyrody powołane w 1993 roku:
| Nr | Nazwa                           | Ilość | Obwód                  |
| 1. | wiąz szypułkowy                 | 1     | 300 cm                 |
| 2. | lipa drobnolistna               | 4     | 360, 361, 400 i 512 cm |
| 3. | buk zwyczajny                   | 3     | 332, 390 i 409 cm      |
| 4. | kasztanowiec zwyczajny          | 1     | 346 cm                 |
| 5. | jesion wyniosły                 | 1     | 315 cm                 |
| 6. | buk zwyczajny odmiany czerwonej | 1     | 280 cm                 |

Odrębny pomnik przyrody stanowi 7 wiązów szypułkowych w alei dojazdowej do parku o obwodach: 250, 280, 302, 346, 376, 380 i 392 cm.

## Historia
Taszewo to stara kociewska wieś. Pierwsza historyczna nazwa pochodzi z 1198 r. i została zapisana jako Thescov. Następnie to: Thessov (1243 r.), Tesev (1293 r.), Tassew (1338 r.), Teschow (1411 r.), Thassewo (1534 r.), Tasiewo (1670 r.), Taszewo (1682 r.), niem. Taschau.
Z wszystkich zapisów, od najdawniejszych począwszy, wyraźnie wynika, że nazwa wsi miała zawsze w zasadzie tę samą formę i jest to nazwa dzierżawcza od nazwiska Ciesz z przyrostkiem - ewo. Nazwę można rekonstruować jako Cieszewo (ewentualnie Cieszowo). Forma Taszewo na stałe pojawiła się dopiero w XVI wieku, ale sporadycznie występowała już wcześniej. Inna wersja podaje, że nazwa wsi powstała od imienia Tasz, Taszek, (na ustalenie się postaci Tasz - mogło oddziaływać imię Tasz od Tadeusz).
Dzieje wsi sięgają czasów prehistorycznych. O osadnictwie człowieka świadczą znaleziska z epoki kamiennej dwóch dłutek i siekiero-młotka, które odkryto pod koniec XIX stulecia. Pierwsza wzmianka historyczna o wsi pochodzi z 1198 r. i podaje, że książę pomorski Grzymisław nadał sprowadzonemu przez siebie zakonowi rycerskiemu joannitów niezbędne dla jego egzystencji uposażenie, między innymi dziesięciny z książęcej wsi Taszewo. Być może na przełomie XIII/XIV wieku wieś przeszła w ręce rycerskie - taką własnością było Taszewo w 1338 r. Pierwszym znanym rycerzem - właścicielem dóbr był Mikołaj z Taszewa (1390 r.). Następnie wieś należała do Jaśka (1406 r.) i Tomasza (1411 r.), który pieczętował w Toruniu 1 grudnia 1411 r. traktat pokojowy kończący Wielką Wojnę z Zakonem Krzyżackim. W ciągu następnych stuleci Taszewo miało kilku właścicieli, między innymi: Konarscy (lata 1598-1694), Kospot-Pawłowscy (lata 1694-1812). Po wojnach napoleońskich majątek sprzedał Ignacy Pawłowski za 40 tysięcy talarów Ksaweremu Nositz-Jackowskiemu. Dla dziejów wsi ważnym momentem stało się nabycie majątku w 1855 r. przez rodzinę Wisselink, która trzymała dobra do 1920 r. Alexander Wisselink pobudował istniejący do dziś, pałac oraz założył wokół niego park. W 1920 r. dobra taszewskie stały się własnością Skarbu Państwa, a dzierżawcą został Kazimierz Różycki. Po 1945 r. dworek był użytkowany przez Fabrykę Maszyn Rolniczych "Unia Grudziądz", Akademię Techniczno-Rolniczą w Bydgoszczy oraz Zakład Stolarki Budowlanej "Stol-Bud" z Tucholi. W 1996 r. przeszedł w ręce prywatne.
Dobra taszewskie w 1570 r. miały 25 łanów ziemi (ok. 425 ha), natomiast w 1772 r. majętności liczyły 35 łanów (ok. 595 ha), w tym 20 łanów stanowił las (ok. 340 ha). W 1885 r. całkowity obszar dóbr taszewskich wynosił 1618 ha.(do dóbr zaliczano miejscowości: Taszewo, Biała, Huta, Taszewko, Nowa Wieś, Białe Błota jeziora: Pleśno, Bielskie). Taszewo było świadkiem wielu ważnych wydarzeń historycznych. w latach 1733-1735, gdy rozstrzygały się losy króla Stanisława Leszczyńskiego, który musiał się schronić w Gdańsku, powiat świecki był terenem przemarszu wojsk, w tym również rosyjskich. Sztab rosyjski na czele z feldmarszałkiem B. Műnnich po opuszczeniu Gdańska przebywał na kwaterze w Taszewie (16.04.1734 r.).
W okresie wojen napoleońskich Taszewo i okolice były świadkiem przemarszu wojsk polskich i francuskich. W okresie stycznia i lutego 1807 r. oddziały polskie operowały na terenie ziemi świeckiej i nowskiej. Dwór Pawłowskich w Taszewie stał się kwaterą dla pułkownika Jana Michała Dąbrowskiego – syna generała (2–10 lutego 1807 r.). Do spotkania z ojcem doszło 9–10 lutego 1807 r., kiedy do Taszewa przybył Jan Henryk Dąbrowski – generał, legendarny twórca Legionów Polskich we Włoszech.